# 第1次石破内閣
第1次石破内閣（だいいちじ いしばないかく）は、衆議院議員・自由民主党総裁の石破茂が第102代内閣総理大臣に任命され、2024年（令和6年）10月1日から2024年（令和6年）11月11日まで続いた日本の内閣。
自由民主党と公明党を与党とする連立内閣（自公連立政権）である。
石破が初の鳥取県出身の内閣総理大臣となったことで、中国地方では全ての県で総理大臣を輩出したことになった。昭和30年代生まれの総理大臣は野田佳彦、前任の岸田文雄に続き3人目である。

## 概説
2024年9月27日に実施された自由民主党総裁選挙において石破が第28代自由民主党総裁に選出された。これを受けて同年10月1日に第2次岸田第2次改造内閣が総辞職し、同日実施された国会での内閣総理大臣指名選挙において、石破が首班指名を受けた。その後任命式及び閣僚の認証式を経て正式に発足した。
2024年9月30日、第28代自由民主党総裁の石破茂は「（翌10月1日に召集される第214回国会で自身が内閣総理大臣に指名された場合には）10月9日に衆議院を解散し、15日公示、27日投開票の日程で総選挙を行う」と表明した。解散から投開票までは18日間で、前回総選挙（2021年）の17日間に次いで戦後2番目の短期決戦となる。総選挙後、11月11日に特別国会が召集され、総辞職した。組閣から総辞職まで42日間と、日本の憲政史上、第1次岸田内閣に次ぐ短命の内閣である。しかし総選挙の前の第1次石破内閣は「内閣総理大臣が欠けたとき、又は衆議院議員総選挙の後に初めて国会の召集があったときは、内閣は、総辞職をしなければならない」という日本国憲法第70条に基づいて総選挙のあとに総辞職したのであり、実質的には続く第2次石破内閣と連接するものと捉えられる。

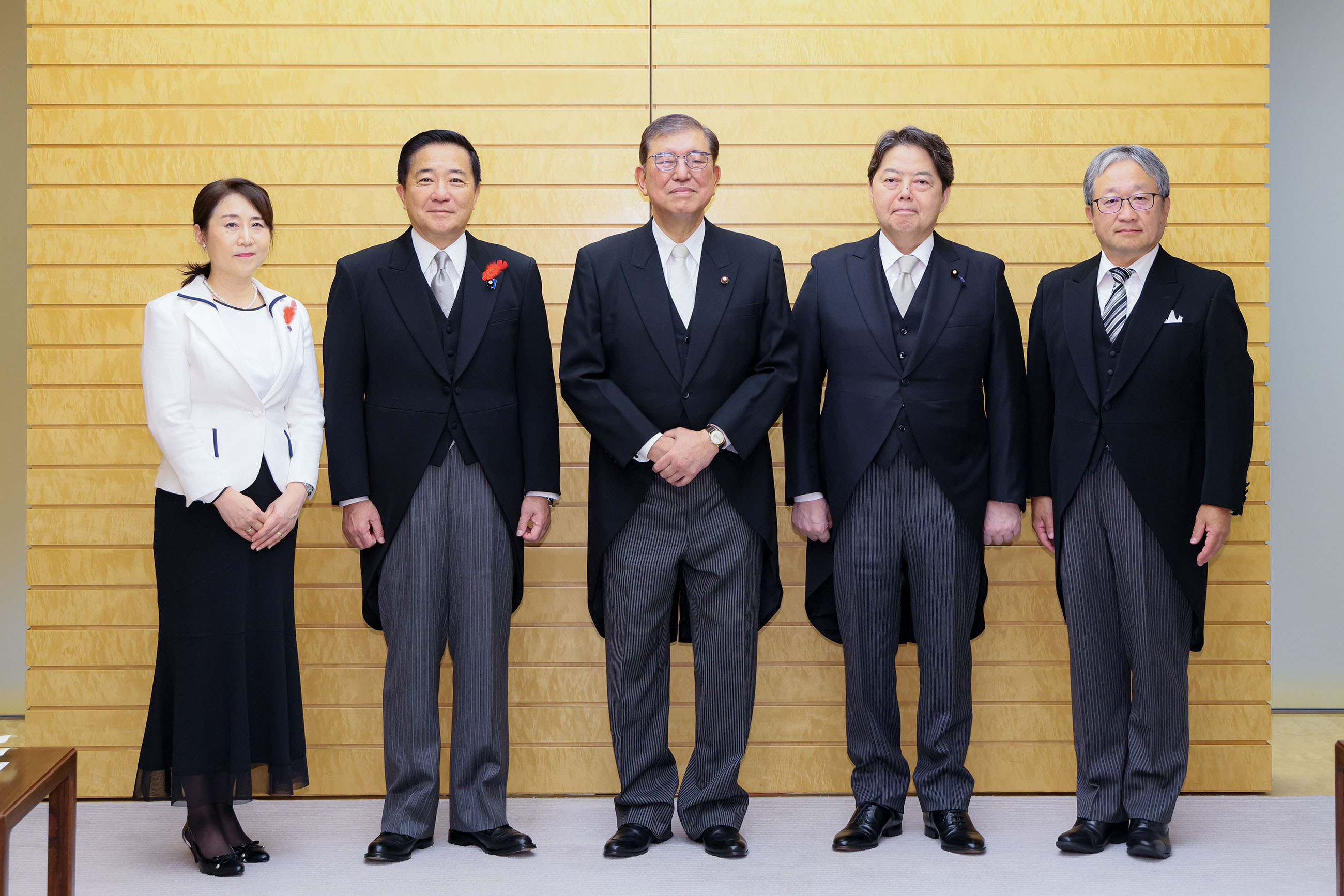
総理補佐官の記念撮影
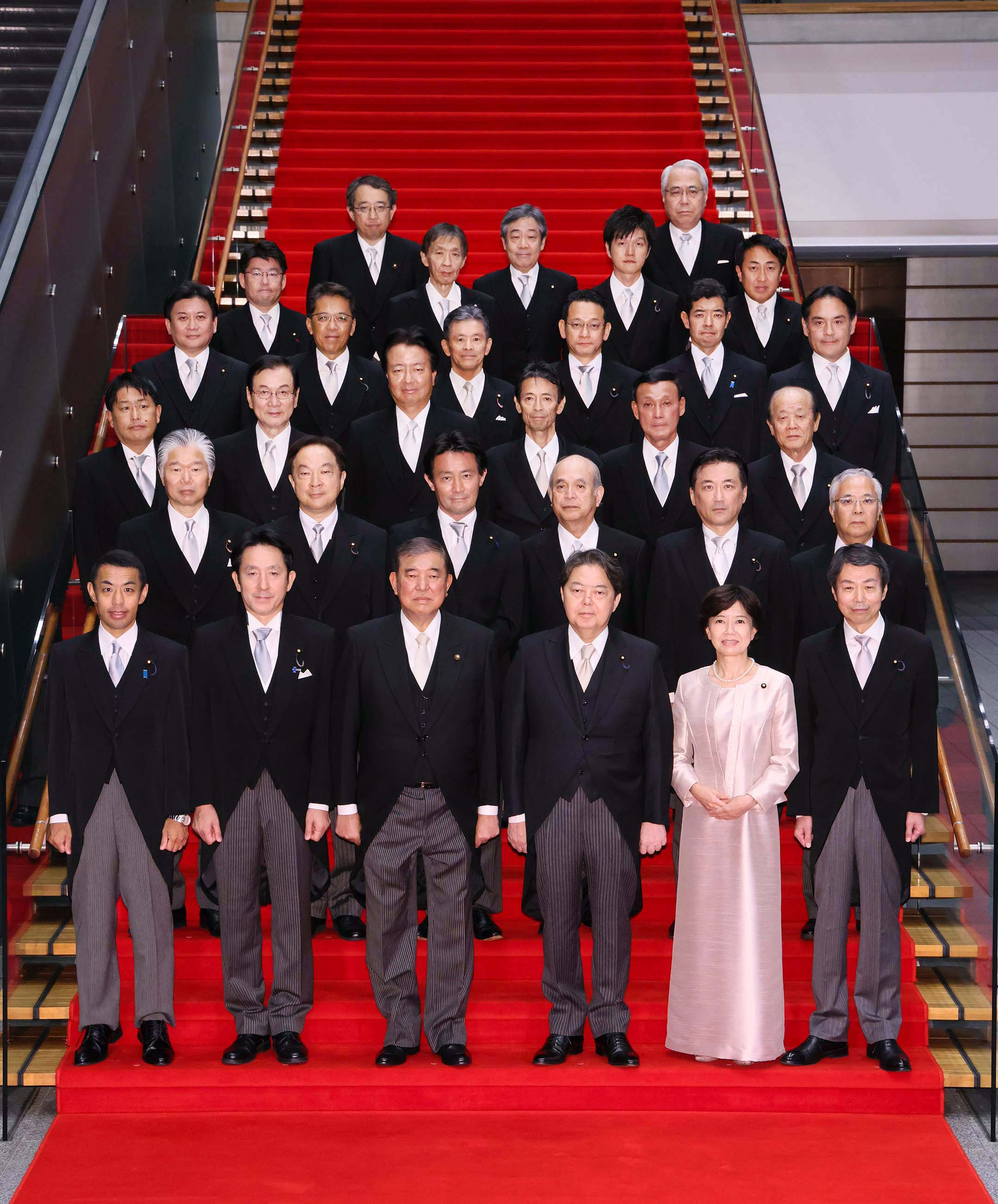
副大臣の記念撮影
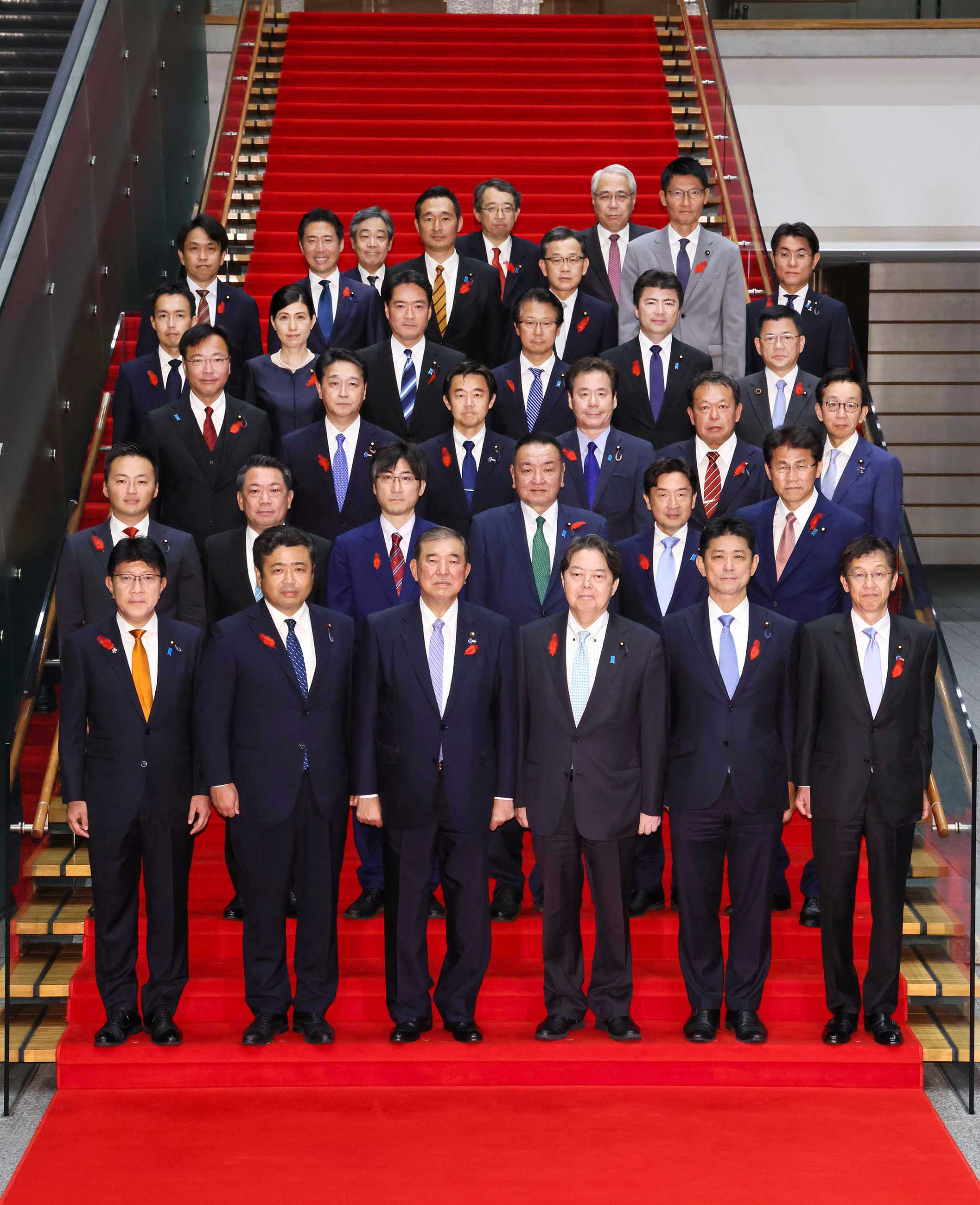
大臣政務官の記念撮影

## 内閣の顔ぶれ・人事
所属政党・出身:
  自由民主党 （無派閥）
  自由民主党（麻生派）
  自由民主党（茂木派）
  公明党   中央省庁・民間

### 国務大臣
2024年（令和6年）10月1日発足。
| 職名 | 氏名         | 画像 | 出身等                             | 特命事項等 | 備考                  |
| --- | ------------ | ---- | ---------------------------------- | --- | --------------------- |
| 内閣総理大臣                                                                                              | 石破茂       |      | 衆議院 自由民主党 （無派閥）       | | 自由民主党総裁 再入閣 |
| 総務大臣                                                                                                  | 村上誠一郎   |      | 衆議院 自由民主党 （無派閥）       | 内閣総理大臣臨時代理 就任順位第3順位                                                                                           | 再入閣                |
| 法務大臣                                                                                                  | 牧原秀樹     |      | 衆議院 →民間 自由民主党 （無派閥） | | 初入閣                |
| 外務大臣                                                                                                  | 岩屋毅       |      | 衆議院 自由民主党 （無派閥）       | 内閣総理大臣臨時代理 就任順位第5順位                                                                                           | 再入閣                |
| 財務大臣 内閣府特命担当大臣 （金融）                                                                      | 加藤勝信     |      | 衆議院 自由民主党 （茂木派）       | デフレ脱却担当 内閣総理大臣臨時代理 就任順位第4順位                                                                            | 再入閣                |
| 文部科学大臣                                                                                              | 阿部俊子     |      | 衆議院 自由民主党 （無派閥）       | | 初入閣                |
| 厚生労働大臣                                                                                              | 福岡資麿     |      | 参議院 自由民主党 （無派閥）       | | 初入閣                |
| 農林水産大臣                                                                                              | 小里泰弘     |      | 衆議院 →民間 自由民主党 （無派閥） | | 初入閣                |
| 経済産業大臣 内閣府特命担当大臣 （原子力損害賠償・ 廃炉等支援機構）                                       | 武藤容治     |      | 衆議院 自由民主党 （麻生派）       | 原子力経済被害担当 GX実行推進担当 産業競争力担当                                                                               | 初入閣                |
| 国土交通大臣                                                                                              | 斉藤鉄夫     |      | 衆議院 公明党                      | 水循環政策担当 国際園芸博覧会担当                                                                                              | 再任                  |
| 環境大臣 内閣府特命担当大臣 （原子力防災）                                                                | 浅尾慶一郎   |      | 参議院 自由民主党 （麻生派）       | | 初入閣                |
| 防衛大臣                                                                                                  | 中谷元       |      | 衆議院 自由民主党 （無派閥）       | 内閣総理大臣臨時代理 就任順位第2順位                                                                                           | 再入閣                |
| 内閣官房長官                                                                                              | 林芳正       |      | 衆議院 自由民主党 （無派閥）       | 沖縄基地負担軽減担当 拉致問題担当 内閣総理大臣臨時代理 就任順位第1順位                                                         | 再任                  |
| デジタル大臣 内閣府特命担当大臣 （規制改革）                                                              | 平将明       |      | 衆議院 自由民主党 （無派閥）       | 行政改革担当 国家公務員制度担当 サイバー安全保障担当                                                                           | 初入閣                |
| 復興大臣                                                                                                  | 伊藤忠彦     |      | 衆議院 自由民主党 （無派閥）       | 福島原発事故再生総括担当 | 初入閣                |
| 国家公安委員会委員長 内閣府特命担当大臣 （防災） （海洋政策）                                             | 坂井学       |      | 衆議院 自由民主党 （無派閥）       | 国土強靭化担当 領土問題担当 | 初入閣                |
| 内閣府特命担当大臣 （こども政策） （少子化対策） （若者活躍） （男女共同参画） （共生・共助）             | 三原じゅん子 |      | 参議院 自由民主党 （無派閥）       | 女性活躍担当 共生社会担当 | 初入閣                |
| 内閣府特命担当大臣 （経済財政政策）                                                                       | 赤沢亮正     |      | 衆議院 自由民主党 （無派閥）       | 経済再生担当 新しい資本主義担当 賃金向上担当 スタートアップ担当 全世代型社会保障改革担当 感染症危機管理担当 防災庁設置準備担当 | 初入閣                |
| 内閣府特命担当大臣 （クールジャパン戦略） （知的財産戦略） （科学技術政策） （宇宙政策） （経済安全保障） | 城内実       |      | 衆議院 自由民主党 （無派閥）       | 経済安全保障担当 | 初入閣                |
| 内閣府特命担当大臣 （沖縄及び北方対策） （消費者及び食品安全） （地方創生） （アイヌ施策）                | 伊東良孝     |      | 衆議院 自由民主党 （無派閥）       | 新しい地方経済・生活環境創生担当 国際博覧会担当                                                                                | 初入閣                |

### 内閣官房副長官、内閣法制局長官
2024年（令和6年）10月1日任命。
| 職名           | 氏名     | 画像 | 出身等                       | 備考 |
| -------------- | -------- | ---- | ---------------------------- | ---- |
| 内閣官房副長官 | 橘慶一郎 |      | 衆議院／自由民主党（無派閥） |      |
| 内閣官房副長官 | 青木一彦 |      | 参議院／自由民主党（無派閥） |      |
| 内閣官房副長官 | 佐藤文俊 |      | 事務担当／元総務事務次官     |      |
| 内閣法制局長官 | 岩尾信行 |      | 前内閣法制次長／検察庁       | 再任 |

### 内閣総理大臣補佐官
2024年（令和6年）10月1日任命。
| 職名 | 氏名     | 画像 | 所属等                           | 備考                   |
| --- | -------- | ---- | -------------------------------- | ---------------------- |
| 内閣総理大臣補佐官 （国家安全保障に関する重要政策 及び核軍縮・不拡散問題担当）                                | 長島昭久 |      | 衆議院／自由民主党（無派閥）     |                        |
| 内閣総理大臣補佐官 （国土強靱化及び復興等の社会資本整備 並びに科学技術イノベーション政策 その他特命事項担当） | 森昌文   |      | 民間                             | 再任 2022年1月1日任命  |
| 内閣総理大臣補佐官 （賃金・雇用担当）                                                                         | 矢田稚子 |      | 民間（元参議院議員／国民民主党） | 再任 2023年9月15日任命 |

### 副大臣
2024年（令和6年）10月3日任命
| 職名           | 氏名       | 出身等                            | 備考                       |
| -------------- | ---------- | --------------------------------- | -------------------------- |
| デジタル副大臣 | 石川昭政   | 衆議院→民間／自由民主党（無派閥） | 内閣府副大臣兼任           |
| 復興副大臣     | 高木宏壽   | 衆議院→民間／自由民主党（無派閥） |                            |
| 復興副大臣     | 輿水恵一   | 衆議院／公明党                    |                            |
| 復興副大臣     | 堂故茂     | 参議院／自由民主党（茂木派）      | 国土交通、内閣府副大臣兼任 |
| 内閣府副大臣   | 石川昭政   | 衆議院→民間／自由民主党（無派閥） | デジタル副大臣兼任         |
| 内閣府副大臣   | 井林辰憲   | 衆議院／自由民主党（麻生派）      |                            |
| 内閣府副大臣   | 工藤彰三   | 衆議院／自由民主党（麻生派）      |                            |
| 内閣府副大臣   | 古賀篤     | 衆議院／自由民主党（無派閥）      |                            |
| 内閣府副大臣   | 岩田和親   | 衆議院／自由民主党（無派閥）      | 経済産業副大臣兼任         |
| 内閣府副大臣   | 上月良祐   | 参議院／自由民主党（茂木派）      | 経済産業副大臣兼任         |
| 内閣府副大臣   | 堂故茂     | 参議院／自由民主党（茂木派）      | 国土交通、復興副大臣兼任   |
| 内閣府副大臣   | 滝沢求     | 参議院／自由民主党（麻生派）      | 環境副大臣兼任             |
| 内閣府副大臣   | 鬼木誠     | 衆議院／自由民主党（無派閥）      | 防衛副大臣兼任             |
| 総務副大臣     | 渡辺孝一   | 衆議院→民間／自由民主党（無派閥） |                            |
| 総務副大臣     | 馬場成志   | 参議院／自由民主党（無派閥）      |                            |
| 法務副大臣     | 門山宏哲   | 衆議院→民間／自由民主党（無派閥） |                            |
| 外務副大臣     | 辻清人     | 衆議院／自由民主党（無派閥）      |                            |
| 外務副大臣     | 柘植芳文   | 参議院／自由民主党（無派閥）      |                            |
| 財務副大臣     | 横山信一   | 参議院／公明党                    |                            |
| 財務副大臣     | 斎藤洋明   | 衆議院／自由民主党（麻生派）      |                            |
| 文部科学副大臣 | 武部新     | 衆議院／自由民主党（無派閥）      |                            |
| 文部科学副大臣 | 今枝宗一郎 | 衆議院／自由民主党（麻生派）      |                            |
| 厚生労働副大臣 | 鰐淵洋子   | 衆議院／公明党                    |                            |
| 厚生労働副大臣 | 宮崎政久   | 衆議院／自由民主党（茂木派）      |                            |
| 農林水産副大臣 | 鈴木憲和   | 衆議院／自由民主党（茂木派）      |                            |
| 農林水産副大臣 | 武村展英   | 衆議院／自由民主党（無派閥）      |                            |
| 経済産業副大臣 | 岩田和親   | 衆議院／自由民主党（無派閥）      | 内閣府副大臣兼任           |
| 経済産業副大臣 | 上月良祐   | 参議院／自由民主党（茂木派）      | 内閣府副大臣兼任           |
| 国土交通副大臣 | 國場幸之助 | 衆議院／自由民主党（無派閥）      |                            |
| 国土交通副大臣 | 堂故茂     | 参議院／自由民主党（茂木派）      | 復興、内閣府副大臣兼任     |
| 環境副大臣     | 八木哲也   | 衆議院→民間／自由民主党（無派閥） |                            |
| 環境副大臣     | 滝沢求     | 参議院／自由民主党（麻生派）      | 内閣府副大臣兼任           |
| 防衛副大臣     | 鬼木誠     | 衆議院／自由民主党（無派閥）      | 内閣府副大臣兼任           |

### 大臣政務官
2024年（令和6年）10月3日任命
| 職名               | 氏名       | 出身等                            | 備考                           |
| ------------------ | ---------- | --------------------------------- | ------------------------------ |
| デジタル大臣政務官 | 土田慎     | 衆議院／自由民主党（麻生派）      | 内閣府大臣政務官兼任           |
| 復興大臣政務官     | 平沼正二郎 | 衆議院／自由民主党（無派閥）      | 内閣府大臣政務官兼任           |
| 復興大臣政務官     | 本田顕子   | 参議院／自由民主党（無派閥）      | 文部科学大臣政務官兼任         |
| 復興大臣政務官     | 竹内真二   | 参議院／公明党                    | 経済産業、内閣府大臣政務官兼任 |
| 復興大臣政務官     | 尾﨑正直   | 衆議院／自由民主党（無派閥）      | 国土交通、内閣府大臣政務官兼任 |
| 内閣府大臣政務官   | 土田慎     | 衆議院／自由民主党（麻生派）      | デジタル大臣政務官兼任         |
| 内閣府大臣政務官   | 神田潤一   | 衆議院／自由民主党（無派閥）      |                                |
| 内閣府大臣政務官   | 古賀友一郎 | 参議院／自由民主党（無派閥）      |                                |
| 内閣府大臣政務官   | 平沼正二郎 | 衆議院／自由民主党（無派閥）      | 復興大臣政務官兼任             |
| 内閣府大臣政務官   | 石井拓     | 衆議院→民間／自由民主党（無派閥） | 経済産業大臣政務官兼任         |
| 内閣府大臣政務官   | 竹内真二   | 参議院／公明党                    | 経済産業、復興大臣政務官兼任   |
| 内閣府大臣政務官   | 尾﨑正直   | 衆議院／自由民主党（無派閥）      | 国土交通、復興大臣政務官兼任   |
| 内閣府大臣政務官   | 国定勇人   | 衆議院／自由民主党（無派閥）      | 環境大臣政務官兼任             |
| 内閣府大臣政務官   | 三宅伸吾   | 参議院／自由民主党（無派閥）      | 防衛大臣政務官兼任             |
| 総務大臣政務官     | 西田昭二   | 衆議院／自由民主党（無派閥）      |                                |
| 総務大臣政務官     | 長谷川淳二 | 衆議院／自由民主党（無派閥）      |                                |
| 総務大臣政務官     | 船橋利実   | 参議院／自由民主党（麻生派）      |                                |
| 法務大臣政務官     | 中野英幸   | 衆議院／自由民主党（無派閥）      |                                |
| 外務大臣政務官     | 高村正大   | 衆議院／自由民主党（麻生派）      |                                |
| 外務大臣政務官     | 深澤陽一   | 衆議院／自由民主党（無派閥）      |                                |
| 外務大臣政務官     | 穂坂泰     | 衆議院／自由民主党（無派閥）      |                                |
| 財務大臣政務官     | 瀬戸隆一   | 衆議院／自由民主党（麻生派）      |                                |
| 財務大臣政務官     | 進藤金日子 | 参議院／自由民主党（無派閥）      |                                |
| 文部科学大臣政務官 | 金城泰邦   | 衆議院／公明党                    |                                |
| 文部科学大臣政務官 | 本田顕子   | 参議院／自由民主党（無派閥）      | 復興大臣政務官兼任             |
| 厚生労働大臣政務官 | 塩崎彰久   | 衆議院／自由民主党（無派閥）      |                                |
| 厚生労働大臣政務官 | 三浦靖     | 参議院／自由民主党（茂木派）      |                                |
| 農林水産大臣政務官 | 庄子賢一   | 衆議院／公明党                    |                                |
| 農林水産大臣政務官 | 舞立昇治   | 参議院／自由民主党（無派閥）      |                                |
| 経済産業大臣政務官 | 竹内真二   | 参議院／公明党                    | 復興、内閣府大臣政務官兼任     |
| 経済産業大臣政務官 | 石井拓     | 衆議院→民間／自由民主党（無派閥） | 内閣府大臣政務官兼任           |
| 国土交通大臣政務官 | 石橋林太郎 | 衆議院／自由民主党（無派閥）      |                                |
| 国土交通大臣政務官 | 小鑓隆史   | 参議院／自由民主党（無派閥）      |                                |
| 国土交通大臣政務官 | 尾﨑正直   | 衆議院／自由民主党（無派閥）      | 復興、内閣府大臣政務官兼任     |
| 環境大臣政務官     | 朝日健太郎 | 参議院／自由民主党（無派閥）      |                                |
| 環境大臣政務官     | 国定勇人   | 衆議院／自由民主党（無派閥）      | 内閣府大臣政務官兼任           |
| 防衛大臣政務官     | 松本尚     | 衆議院／自由民主党（無派閥）      |                                |
| 防衛大臣政務官     | 三宅伸吾   | 参議院／自由民主党（無派閥）      | 内閣府大臣政務官兼任           |

## 勢力早見表
| 名称   | 勢力 | 国務大臣 | 副大臣 | 政務官 | 補佐官 | その他 |
| ------ | ---- | -------- | ------ | ------ | ------ | --- |
| 無派閥 | 272  | 16       | 14     | 20     | 1      | 自由民主党総裁、副総裁、幹事長、政務調査会長、選挙対策委員長、参議院議員会長、参議院幹事長、国会対策委員長、幹事長代行 |
| 麻生派 | 54   | 2        | 5      | 4      | 0      | 総務会長、最高顧問 |
| 茂木派 | 47   | 1        | 4      | 1      | 0      | 衆議院議長、参議院議長                                                                                                 |
| 公明党 | 59   | 1        | 3      | 3      | 0      | |
| 民間   | /    | 0        | 0      | 0      | 2      | |
| 計     | 432  | 20       | 26     | 28     | 3      | |

※慣例により派閥離脱中である衆議院議長の額賀福志郎（茂木派）と参議院議長の尾辻秀久（茂木派）、党幹部を派閥所属議員に含む。
※無派閥に院内会派「自由民主党・無所属の会」に所属する無所属の三反園訓を含む。

## 首班指名選挙
| 内閣総理大臣指名選挙：衆議院 |            |              |           |
| 氏名                         | 氏名       | 所属政党     | 得票数    |
|                              | 石破茂     | 自由民主党   | 291 / 465 |
|                              | 野田佳彦   | 立憲民主党   | 100 / 465 |
|                              | 馬場伸幸   | 日本維新の会 | 45 / 465  |
|                              | 田村智子   | 日本共産党   | 10 / 465  |
|                              | 玉木雄一郎 | 国民民主党   | 7 / 465   |
|                              | 吉良州司   | 無所属       | 5 / 465   |
|                              | 山本太郎   | れいわ新選組 | 3 / 465   |

| 内閣総理大臣指名選挙：参議院 |            |              |           |
| 氏名                         | 氏名       | 所属政党     | 得票数    |
|                              | 石破茂     | 自由民主党   | 143 / 242 |
|                              | 野田佳彦   | 立憲民主党   | 45 / 242  |
|                              | 馬場伸幸   | 日本維新の会 | 21 / 242  |
|                              | 玉木雄一郎 | 国民民主党   | 12 / 242  |
|                              | 田村智子   | 日本共産党   | 11 / 242  |
|                              | 山本太郎   | れいわ新選組 | 5 / 242   |
|                              | 伊藤孝恵   | 国民民主党   | 1 / 242   |
|                              | 伊波洋一   | 無所属       | 1 / 242   |
|                              | 神谷宗幣   | 参政党       | 1 / 242   |
|                              | 高市早苗   | 自由民主党   | 1 / 242   |
|                              | 茂木敏充   | 自由民主党   | 1 / 242   |

## 内閣の動き
2024年10月1日、内閣が発足。首相の石破茂は、この内閣を「納得と共感内閣」と名付け、続けて「国民のための政治を何よりも第一に共感と納得の政治をまっすぐ進めていく」と示した。
この内閣が成立した後、石破首相の従来の主張が日本銀行による早期の利上げを不安視する材料となり、日経平均株価は内閣発足翌日に800円超下落。首相は同日に日銀総裁の植田和男と会談、その後の囲み取材で、利上げは時期尚早であるとの見方を示したため、その翌日には円安が進行、日経平均は急反発した。
首相官邸のホームページに掲載された石破内閣の集合写真について、報道機関が撮影した写真と比較すると、首相の石破と防衛相の中谷元の腹部のシャツが消え、ズボンのウエストの位置が高くなっていると指摘された。これに対し、官房長官の林芳正は10月7日の会見で、首相官邸のホームページに掲載された写真について「軽微な編集処理」を行ったことを認めた。また、「組閣時の記念写真など官邸の公式行事での集合写真などは末永く記念として残ることから、指摘があった写真に限らずこれまでも軽微な編集処理を行ってきている」と述べた。
10月4日、首相は所信表明演説を行ったが、従来よりの首相の主張であった、アジア版NATO創設や、日米地位協定改定については触れられず、野党党首からは批判が相次いだ。
10月5日、首相は就任後初めて、能登地震・能登豪雨の被災地を視察した。首相は視察先で記者団に、大雨を激甚災害に指定すると表明した。また「国から最大限の財政支援が受けられるよう速やかに指定を行う」と述べた。4日の閣議で能登の地震・大雨による被害への対応として10月中旬をめどに予備費からの追加の支出を調整するよう関係閣僚に指示した。
10月6日、派閥裏金事件に関し、4月に党処分を受けた一部議員を衆院選で非公認とする方針を表明した。旧安倍派の萩生田光一元政調会長ら少なくとも6人が対象となる見通し。政治資金収支報告書に不記載があった全議員に小選挙区と比例代表の重複立候補を認めない考えも明らかにした。
10月9日、臨時閣議で衆議院解散が決定され、同日午後、本会議で額賀福志郎衆議院議長が解散詔書を読み上げ、解散された。首相就任から8日後の衆議院解散と26日後の衆議院選挙投開票は最短となる。
10月27日投開票の第50回衆議院議員総選挙において、牧原秀樹法務大臣と小里泰弘農林水産大臣が落選した。
11月11日、内閣総理大臣指名選挙を行うための特別国会が召集され、日本国憲法第70条の規定により総辞職した。